# Staurochaeta albocingulata
Staurochaeta albocingulata är en tvåvingeart som först beskrevs av Fallen 1820.  Staurochaeta albocingulata ingår i släktet Staurochaeta och familjen parasitflugor. Arten är reproducerande i Sverige. Inga underarter finns listade i Catalogue of Life.